# Ouça o que Eu Digo: Não Ouça Ninguém
Ouça o que Eu Digo: Não Ouça Ninguém é o terceiro álbum de estúdio da banda brasileira de rock Engenheiros do Hawaii. O disco foi gravado em julho e agosto de 1988, nos estúdios RCA, em São Paulo, e lançado em dezembro do mesmo ano pela gravadora BMG através do selo Plug. O álbum apresenta características de continuidade em relação ao seu antecessor, trazendo a banda com uma sonoridade diversificada e, ao mesmo tempo, representa uma guinada na direção de um som mais próximo ao de power trios clássicos, com mais peso e distorção na guitarra e com arranjos mais simples e coesos.
O álbum rendeu dois singles promocionais, a música título e "Somos Quem Podemos Ser", o grande sucesso do lançamento. Com as boas execuções nas rádios e a turnê que se seguiu (batizada de Variações sobre a Mesma Tour), o disco vendeu bem, ultrapassando as 100 mil cópias e rendendo o segundo disco de ouro da banda.

## Antecedentes
Durante a turnê do disco anterior, a Infinita Tour, a banda foi ganhando muito mais coesão, com Humberto acostumando-se ao seu novo instrumento e Augusto acostumando-se a tocar em uma formação de power trio. Também, foi nesta turnê que Augusto desenvolveu sua persona de palco, passando a utilizar camisas abotoadas até o pescoço, gel nos cabelos penteados para trás e óculos de armação grossa - em um estilo que ele mesmo compara a Clark Kent, o alterego do personagem dos quadrinhos da DC Comics, o superman. O grande momento de virada para a banda foi o show na terceira edição do festival Alternativa Nativa. Ele aconteceu no dia 16 de julho - durante as gravações do disco - e os Engenheiros abririam para o Capital Inicial. Entretanto, o que aconteceu foi que a apresentação deles foi muito boa e energética e, no dia seguinte, toda a imprensa publicou que eles haviam engolido a atração principal. Muito significativa foi uma reportagem do Jornal do Brasil, chamada "Vitória dos Dândis".

## Gravação e produção
Enquanto a banda ainda fazia shows da última turnê e, também, para a gravação deste disco, Augusto desfez-se do seu amplificador Fender Twin Reverb e adquiriu um modelo da Mesa Boogie, que era considerado mais versátil e capaz de produzir tanto sons limpos quanto distorções pesadas. Assim, Licks poderia utilizar-se de pedais para alternar entre os sons, o que facilitava na hora de tocar ao vivo. Também, este é o primeiro disco em que Humberto traz as ideias de arranjo - inclusive de bateria - praticamente prontas, gravadas em uma fita. Ao final, apenas duas músicas entre as ensaiadas ficaram de fora do disco: "Palitos de Fósforo" chegou a ser gravada, mas teve problemas com Carlos e Humberto acelerando o andamento, o que impossibilitou que o vocal fosse gravado e levou a banda a desistir da canção; "Visão", música e letra de Augusto, só chegou a ser ensaiada, não tendo havido tentativa de gravá-la. As gravações se deram nos meses de julho e agosto. Após, o produtor propôs que o álbum fosse mixado em Los Angeles, mas o grupo escolheu mixá-lo nos estúdios da Som Livre, no Rio de Janeiro.

## Projeto gráfico
O projeto gráfico da capa ficou a cargo do baterista, Carlos Maltz. A ideia era utilizar fontes góticas em um fundo vermelho com símbolos pretos e dourados para remeter a uma estética do Terceiro Reich, mas substituindo uma eventual suástica pelo símbolo hippie da paz. Assim, sugeria-se que até mesmo uma cultura que pregava "paz e amor", com um conceito bem-intencionado e libertário, poderia ser reapropriada para fins totalitários. Neste sentido, a capa era inspirada pelo conceito do filme Pink Floyd – The Wall: um artista pop que vai se afastando cada vez mais da realidade e que leva uma multidão de fãs a segui-lo em uma aventura totalitária. Entretanto, poucas pessoas perceberam as intenções do grupo. A contracapa acabou chamando mais a atenção por ser uma autorreferência à contracapa do álbum anterior, cuja imagem fazia parte também daquela, o que mostrava que esta era uma intenção do grupo: chamar a atenção para a característica de produto que o disco tinha, isto é, para a sua produção em série. Assim, também, o duplo sentido das engrenagens: remetiam ao nome da banda, mas, ao mesmo tempo, faziam referência a linhas de montagem. Tudo isso corroborava a postura da banda de tentar não se levar muito a sério e de se assumir como um produto. Por último, foi notado pelos biógrafos como é neste disco que um mapa do Brasil substituiu o cenário bucólico do Pampa no fundo das fotos do álbum - como se deu nos dois primeiros discos - antecipando a mudança do grupo para o Rio e a nacionalização da banda.

## Resenha musical
A faixa-título inicia com diálogos inaudíveis que são interrompidos pela risada de Gessinger. Trata-se da gravação de uma conversa entre Humberto e Maluly com este último dizendo ofensas e palavrões a um funcionário da gravadora - o que fez com que Gessinger risse. Nesta canção, Humberto toca baixo e, também, violão, enquanto Augusto faz intervenções pontuais com a guitarra. Em "Cidade em Chamas", Humberto inicia tocando acordes no baixo, enquanto Licks faz um contraponto com harmônicos. Nos versos, Licks utiliza um dedilhado que acompanha a melodia e, no refrão, utiliza-se de distorção. O solo é dividido em duas partes: na primeira, toca limpo e sem palheta, utilizando-se de um efeito de delay; na segunda, usa palheta e distorção fazendo bends em uníssono. Também, nesta música a banda serve-se fartamente de sons pré-gravados, como passos de tropa, sirenes, artilharia e sons de incêndio. Em "Somos Quem Podemos Ser", foram utilizados 3 instrumentos: Humberto dedilha a guitarra modelo Ibanez "George Benson" durante toda a canção; nas partes cantadas, Augusto arpeja o violão modelo Martin customizado; na introdução e no solo, Licks toca sua guitarra Roland G-505 plugada em um efeito sintetizador Roland GR-300 que alterava o som da guitarra para aproximar-se daquele de um teclado.
"Sob o Tapete" é a primeira parceria entre Humberto e Augusto. Em um ensaio em Porto Alegre, Gessinger entregou uma folha datilografada com uma letra para Licks. No ensaio seguinte, o guitarrista trouxe a folha musicada, inclusive com uma linha de baixo. Nesta canção, a sonoridade que Augusto planejou para a guitarra neste disco fica bem evidente: uma distorção pesada e limpa proporcionada pelo amplificador Mesa Boogie. No final de cada estrofe cantada, o guitarrista utiliza um EBow para aumentar o "sustain" da nota. "Desde Quando?" é uma música na qual Augusto utiliza a famosa técnica "dotted-eighth delay", que é um delay no qual as repetições se dão em um intervalo de colcheia pontuada, muito comum em músicas dos anos 1980. Além disso, utiliza-se do delay em conjunto com a alavanca para criar efeitos sonoros semelhantes a ambulâncias e a quedas. Fechando o lado A, "Nunca se Sabe" traz Augusto no violão e, também, na guitarra servindo-se novamente do EBow para produzir notas de grande sustain, inspirado no arranjo de "My Sweet Lord", de George Harrison.
O segundo lado abre com "A Verdade a Ver Navios", que tem estrutura parecida com a de "Vozes" do álbum anterior. A canção abre com Humberto na guitarra fazendo a mesma introdução de "Terra de Gigantes" e de "Vozes" - em um processo de autorreferência pelo qual a banda ficaria conhecida. No resto da música, Humberto toca guitarra e Augusto toca piano. Ao final, a banda repete a mesma harmonia do final de "Vozes", novamente se autorreferenciando. "Tribos e Tribunais" é outra parceria de Humberto e Augusto e inicia com o guitarrista utilizando-se de distorção e da técnica de tapping para solar. No meio da música, o solo passa a ser feito por duas guitarras em harmonia e fecha com a repetição de uma linha de baixo criada por Augusto e a qual a banda utilizava para introduzir a canção nos shows. "Pra Entender" e "Quem Diria?" são duas das canções mais pesadas do disco, com uma profusão de guitarras. Na segunda, Licks utiliza acordes distorcidos em staccato com um ostinato de uma única nota durante os versos e, mais uma vez, utiliza a técnica de tapping com guitarras harmonizadas no solo.
O disco se encerra com as três partes de "Variações sobre um Mesmo Tema". Na primeira, Augusto toca violão e executa frases utilizando-se da técnica slide guitar, enquanto Gessinger acompanha no baixo. Na segunda parte, a letra é de Humberto, mas a música é de Licks que também canta: esta é a primeira gravação que conta com a sua voz em primeiro plano em toda a sua carreira. O instrumental é feito pela guitarra Roland com um crescendo utilizando-se do aumento e da diminuição do volume em cada acorde. Também, há uma leve microfonia e o som de vento de um sintetizador. A última parte contém música escrita por Augusto em compassos irregulares, remetendo ao rock progressivo, e que levou um bom tempo para ser gravada pela banda.

## Recepção

### Lançamento
O álbum foi lançado no mês de dezembro de 1988 pela gravadora BMG através do selo Plug, um selo que havia sido criado no ano anterior para lançamentos de bandas nacionais de rock dentro da gravadora RCA. Após a compra desta pela BMG, o selo teria vida curta já que poucas bandas lançariam sucessos e o selo era, assim, deficitário. O álbum foi bem divulgado e distribuído, tendo contado com o lançamento de dois singles promocionais no ano seguinte: a música título e "Somos Quem Podemos Ser", o grande sucesso do disco. Com as execuções desta música nas rádios e o frenesi provocado pela nova turnê - a Variações sobre a Mesma Tour, o disco vendeu bem, rendendo ao grupo o seu segundo disco de ouro.

### Fortuna crítica
| Críticas profissionais  | Críticas profissionais |
| Avaliações da crítica   | Avaliações da crítica  |
| Fonte                   | Avaliação              |
| ----------------------- | ---------------------- |
| Folha de S.Paulo (1988) | Neutra                 |
| Bizz (1988)             | Desfavorável           |
| O Globo (1988)          | Favorável              |
| Jornal do Brasil (1988) | Favorável              |
| Zero Hora (1989)        | Favorável              |

Apesar de o disco apresentar diferenças significativas em relação ao anterior e de a banda estar mais coesa, a maior parte das críticas profissionais preferiu salientar as semelhanças com o trabalho anterior, a começar pela repetição da capa. Também, foram lembradas as autorreferências presentes em "A Verdade a Ver Navios". André Forastieri, escrevendo para a Folha de S.Paulo, chamou a atenção para o fato de a banda ser aquela que "todos adoram odiar". Na entrevista que acompanhou a crítica, o jornalista pergunta ainda a opinião da banda sobre os grupos gaúchos DeFalla e TNT, os quais a banda criticou fortemente. Sobre o disco, Forastieri o conceitua como "mais uma experiência de 'existencialismo juvenil'". Finalmente, o jornalista do diário paulistano elogia a performance de Licks, atribuindo ao guitarrista a mudança de patamar do grupo gaúcho. Uma crítica negativa veio de Arthur Couto Duarte, para a revista Bizz: ele insistiu bastante na ideia de que a banda estava ficando redundante e acusou o grupo de "pilhar" Clube da Esquina, Roberto Carlos e Pink Floyd.
Entre as críticas positivas, Carlos Albuquerque, escrevendo para O Globo, elogia a simplicidade eficiente da banda, dizendo que era explorando as suas limitações que o grupo decolava. Neste sentido, compara a banda com um carro popular que, apesar de não ter os modismos mais modernos, entrega algo seguro e confiável. Já Arthur Dapieve, escrevendo para o Jornal do Brasil, elogiou bastante o álbum, chegando a chamar a banda de "a melhor banda de garagem e de country (pampa?) rock do Brasil". A mais efusivamente positiva era a crítica não assinada publicada no Zero Hora: enaltecia a maturidade e a coesão que o grupo apresentava, elogiando a identidade adquirida com o lançamento do terceiro álbum.

## Faixas
Lista de faixas dadas pelo Spotify e pela obra citada.
Todas as faixas escritas e compostas por Humberto Gessinger, exceto onde indicado. 
| Lado A |                                        |                                    |         |  |
| N.º    | Título                                 | Compositor(es)                     | Duração |  |
| 1.     | "Ouça o que Eu Digo: Não Ouça Ninguém" |                                    | 3:04    |  |
| 2.     | "Cidade em Chamas"                     |                                    | 3:13    |  |
| 3.     | "Somos Quem Podemos Ser"               |                                    | 2:38    |  |
| 4.     | "Sob o Tapete"                         | Humberto Gessinger / Augusto Licks | 3:20    |  |
| 5.     | "Desde Quando?"                        |                                    | 2:28    |  |
| 6.     | "Nunca se Sabe"                        |                                    | 3:11    |  |

| Lado B         |                                 |                                    |         |  |
| N.º            | Título                          | Compositor(es)                     | Duração |  |
| 1.             | "A Verdade a Ver Navios"        |                                    | 2:59    |  |
| 2.             | "Tribos e Tribunais"            | Humberto Gessinger / Augusto Licks | 3:41    |  |
| 3.             | "Pra Entender"                  |                                    | 2:49    |  |
| 4.             | "Quem Diria?"                   |                                    | 3:07    |  |
| 5.             | "Variações sobre um Mesmo Tema" | Humberto Gessinger / Augusto Licks | 5:18    |  |
| Duração total: | Duração total:                  | Duração total:                     | 35:54   |  |

## Créditos
Créditos dados pelos livros referenciados.

### Músicos
- Humberto Gessinger: Voz, baixo (modelo Rickenbacker 4003), guitarra (modelo Ibanez "George Benson") e violão.
- Augusto Licks: Guitarras (modelos Roland G-505 e Gibson Les Paul), violão (modelo Martin customizado), piano (em "A Verdade a Ver Navios") e voz (em "Variações sobre um Mesmo Tema").
- Carlos Maltz: Bateria.

### Ficha técnica
- Direção artística: Miguel Plopschi
- Coordenação de produção: Tadeu Valério
- Produtor musical: Luiz Carlos Maluly
- Supervisor de gravação: Gunther Kibelkstis
- Mixagem: Jorge Guimarães
- Engenheiros de som: Cláudio Bernardes, Reinaldo de Souza, Walter Lima e Stélio Carlini
- Técnicos de som: Ivan Beretta, Julinho e Sérgio Rocha
- Corte: José Oswaldo Martins, Orlando Leme, Paulo Torres
- Arte da capa: Carlos Maltz
- Fotografia: José Leopoldo Plentz